# والتر إبراهام جاكوبس
والتر إبراهام جاكوبس (بالإنجليزية: Walter Abraham Jacobs)‏ هو كيميائي أمريكي، ولد في 24 ديسمبر 1883 في نيويورك في الولايات المتحدة، وتوفي في 12 يوليو 1967 في لوس أنجلوس في الولايات المتحدة.